# Sergej Gleithmann

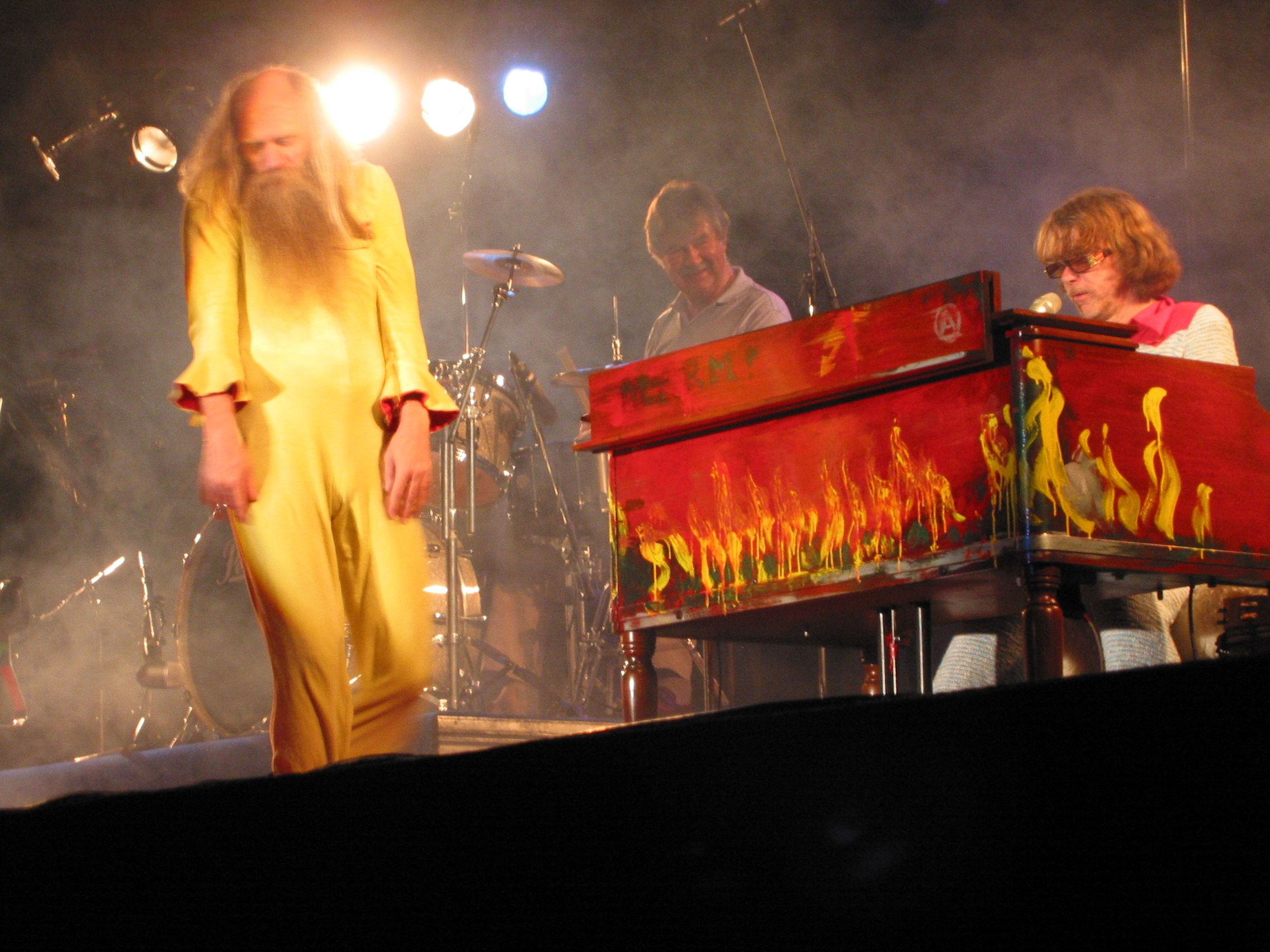
Gleithmann (links) auf der 'Kampf in Weltall'-Tournee

Sergej Gleithmann; eigentlich Volker Bertzky (* vor 1970 in Mülheim an der Ruhr) ist ein deutscher Schauspieler, Tänzer und Saxophonist, der unter anderem mit dem Unterhaltungskünstler Helge Schneider auftritt. Gleithmanns Markenzeichen ist sein langer Vollbart. Die Schreibweise seines Nachnamens variiert. In jüngerer Vergangenheit wurde er auf mehreren Veröffentlichungen auch als Gleitmann oder Gleitman angegeben.

## Leben
Den Künstlernamen Sergej Gleithmann erfand Helge Schneider Anfang der 1980er Jahre während einer Tournee. Im Rahmen einer Nummer wurde der lange Bart über das Gesicht gekämmt, mit einer Brille festgesteckt und Gleithmann scherzhaft als Löwenmensch vorgestellt. Ab 1995 spielte Gleithmann zunächst Saxofon und Congas in Helge Schneiders Begleitband. Danach trat Gleithmann im Rahmen vieler deutschlandweiter Tourneen Schneiders als Ausdruckstänzer auf. Während der Tour I Brake Together (2006–2008) trat er als kaukasische Bartfrau Gisela Koch auf.
Auch als Schauspieler ist Gleithmann aktiv. Er trat in den Filmen von Helge Schneider und Christoph Schlingensief auf und arbeitete mit dem Mülheimer Experimentalfilmer Werner Nekes zusammen.

## Filmografie

### In Filmen von Helge Schneider
- 1987: Stangenfieber (Kurzfilm)
- 1993: Texas – Doc Snyder hält die Welt in Atem
- 1994: 00 Schneider – Jagd auf Nihil Baxter
- 2004: Jazzclub – Der frühe Vogel fängt den Wurm
- 2013: 00 Schneider – Im Wendekreis der Eidechse

### In Filmen von Christoph Schlingensief
- 1983/84: Tunguska – Die Kisten sind da
- 1985: Was geschah wirklich zwischen den Bildern?
- 1985/86: Menu Total
- 1986: Egomania – Insel ohne Hoffnung
- 1987/88: Mutters Maske
- 1988: Schafe in Wales
- 1988/89: 100 Jahre Adolf Hitler – Die letzte Stunde im Führerbunker
- 1990: Das deutsche Kettensägenmassaker
- 1992: Terror 2000 – Intensivstation Deutschland